# Jack Kerouac

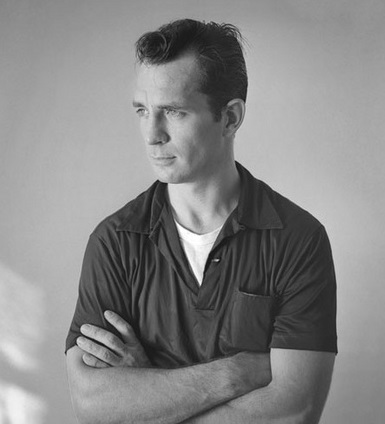
Jack Kerouac um 1956 (Fotografie von Tom Palumbo)

Jack Kerouac, eigentlich Jean-Louis Lebris de Kérouac (* 12. März 1922 in Lowell, Massachusetts; † 21. Oktober 1969 in Saint Petersburg, Florida), war ein US-amerikanischer Schriftsteller franko-kanadischer Herkunft und einer der wichtigsten Vertreter der Beat Generation.

## Leben
Jack Kerouac stammte aus einer franko-kanadischen Familie römisch-katholischen Glaubens. In der Familie wurde der französische Dialekt Joual gesprochen, und als Kind lernte er erst mit seiner Einschulung die englische Sprache. Der frühe Tod des älteren Bruders Gérard (1916–1926) war für den vierjährigen Jack ein tragisches Ereignis, das er in Visions of Gerard zu verarbeiten versuchte. Der Vater Leo Kerouac starb am 16. Mai 1946.
Kerouacs sportliche Erfolge brachten ihm 1940 bis 1941 ein Stipendium an der Columbia University in New York ein, wo er zusammen mit Kommilitonen wie Allen Ginsberg und William S. Burroughs die Zelle der Beat Generation bildete. Die Beatniks gelten als erste Vertreter des Genres Popliteratur.
Infolge eines Beinbruchs verließ Kerouac die Universität und trat der United States Merchant Marine, der US-amerikanischen Handelsmarine, bei. Die Kriegsmarine hatte Kerouac abgewiesen. 1943 konnte er schließlich doch noch zur United States Navy wechseln, er wurde aber bereits im Jahr darauf als paranoid-schizophren eingestuft und aufgrund dieser Diagnose entlassen. Hinweise auf seine Zeit auf See findet man in The Sea is my Brother.
Zwischen seinen Seereisen blieb Kerouac bei seinen Studienfreunden in New York. Er traf sich mit Allen Ginsberg, Neal Cassady, Lucien Carr und William S. Burroughs, die ihn beeinflussten und sein autobiografisch gefärbtes Werk mitprägten.
Es waren Kerouacs wildeste Jahre – mit Wein, Drogen, sexuellen Abenteuern und Reisen durch die USA, Mexiko, Nordafrika und Europa. Diese Reisen legten den Grundstein für seine Romane, die in einem von Drogen und rhythmischer Umgangssprache geprägten Stil geschrieben sind. Auch die Musik des Bebop und der Zen-Buddhismus begeisterten ihn; in einem Nachruf bezeichnete Kerouac den Jazzmusiker Charlie Parker als „Buddha“.
1944 ehelichte er Edie Parker. Diese erste seiner insgesamt drei Ehen hielt nur zwei Monate. Von 1946 bis 1948 schrieb er den Roman The Town and the City, der 1950 erschien. Dieser erste veröffentlichte Roman erhielt gute Kritiken, verschaffte seinem Autor aber kaum Ruhm.
Zwischen 1947 und 1950 reiste Kerouac mit dem oft als „irre“ bezeichneten Neal Cassady kreuz und quer durchs Land. Cassady war für Kerouac die Verkörperung eines romantischen Ideals von Amerika: rastlos, abenteuerlustig, sexuell überaktiv – ein Cowboy, der das Pferd gegen ein Auto getauscht hat. Kerouac saß meist nicht selbst am Steuer, er war stets lieber Beifahrer und Beobachter.

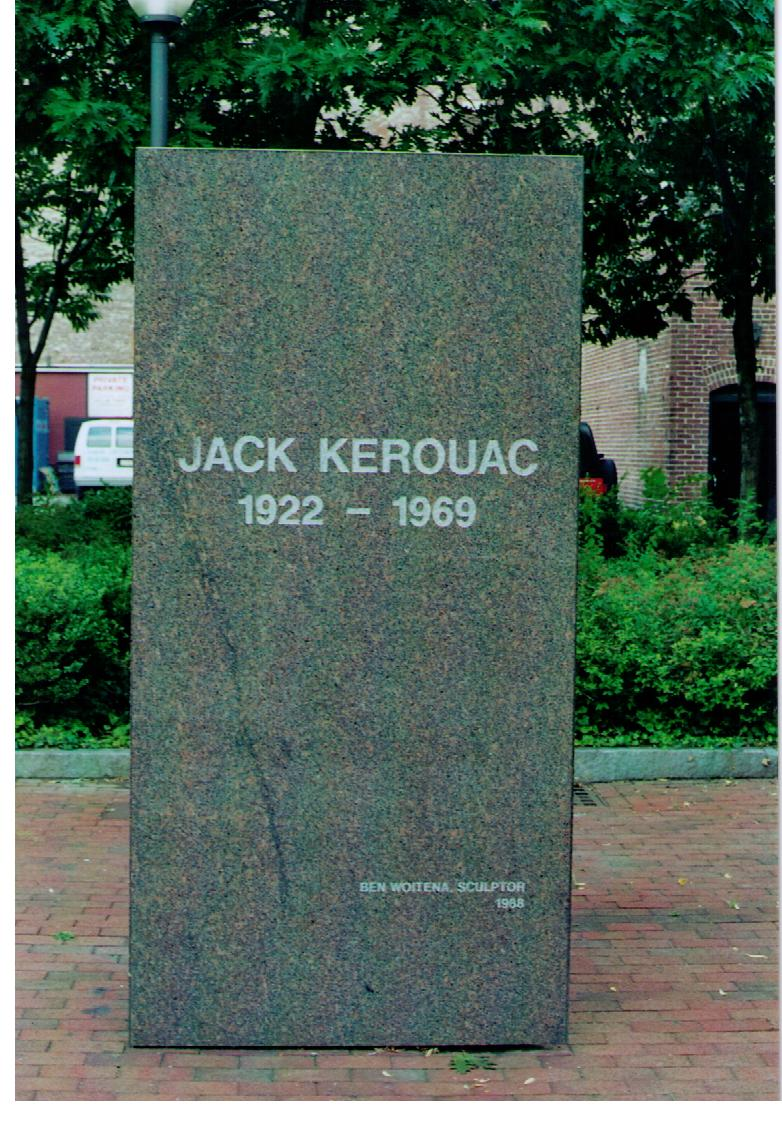
Gedenkstein in Lowell, Mass.

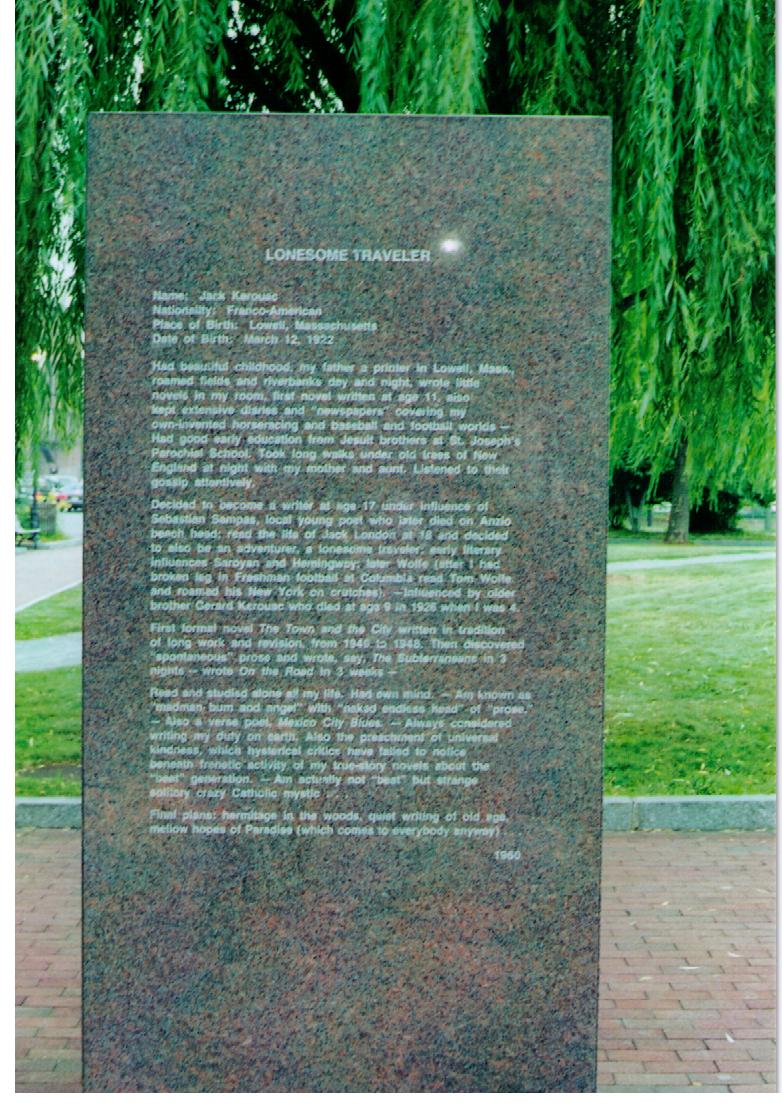
Rückseite des Gedenksteins

Kerouac fand zunächst keine Sprache für das Erlebte, die wilden Partys, die Rastlosigkeit und künstlerischen Visionen seiner Freunde, das Leben aus Gelegenheitsjobs und Kunst. Erst der frische und ekstatische Stil, in dem Cassady ihm Briefe schrieb, erschien Kerouac als der richtige Zugang zu dem Lebensgefühl und so entstand 1951 der Roman On the Road (deutsch: Unterwegs), der aber erst 1957 veröffentlicht wurde. Das Manuskript tippte er in nur drei Wochen auf eine Rolle Fernschreiberpapier. So musste er sich während des Schreibflusses nicht mehr um den Papierwechsel kümmern. In einem Brief an Neal Cassady assoziierte Kerouac die lange Papierbahn außerdem mit der titelgebenden Landstraße. Die Rolle wurde am 22. Mai 2001 von dem Besitzer des NFL-Teams Indianapolis Colts, Multimillionär Jim Irsay, bei Christie’s für 2.426.000 Dollar ersteigert – mehr als Kerouac mit seinen Büchern insgesamt verdient hat. Die Rolle wird gelegentlich öffentlich ausgestellt.
On The Road war Kerouacs Durchbruch und der Höhepunkt seiner Karriere. Damit wurde er zur zentralen Figur der Beat Generation und auch für Verleger interessant. Eine Zeitlang konnte Kerouac vom Schreiben leben, wenn auch nicht in großem Stil.
Kerouacs Schreibstil zeichnet sich durch eine hektische und atemlose Phrasierung aus. Es gibt Sätze, die über sieben oder acht Zeilen gehen, bisweilen nehmen sie eine ganze Seite ein. Manche erinnert die Art und Weise an Improvisationen der Jazzmusik. So scheint es kein Zufall, dass Kerouac in seinen Werken viel über Jazzmusik und Jazzmusiker schreibt.
Mit dem Ruhm begann auch Kerouacs Niedergang: Von der Kritik ignoriert, verrissen und verlacht, von Fans verfolgt, die ständig mit ihm trinken und herumfahren wollten, seine Freunde Ginsberg und Burroughs irgendwo unterwegs, versank er zunehmend im Alkohol und flüchtete sich immer öfter in das Haus seiner Mutter. Die Rolle als „King of the Beats“, die ihm aufgedrängt wurde, stieß ihn immer mehr ab, weil seine Vorstellung von Literatur und einer unverfälschten, spontanen Schreibweise („spontaneous prose“) nicht verstanden wurde. Die Medien sahen nur junge Männer und Frauen, die ein Rumtreiberleben führten, Drogen nahmen und seltsamen Ideen von der Freiheit Amerikas nachhingen. Bald schon war die Karikatur der Beats, der bongospielende Rumhänger und Kiffer im Ringelshirt mit Ziegenbart, in Filmen und Fernsehserien zu sehen. Man konnte für Partys „Beatniks“ buchen und dergleichen mehr. Die Kommerzialisierung dieser literarischen Jugendbewegung nahm überhand. Kerouac wurde immer verbitterter. Zu alledem beachtete ihn die Literaturkritik weiterhin kaum oder tat seine Bücher als „Geschreibsel“ (Truman Capote) ab. Kerouac litt weiterhin ständig unter Geldnot und zog mit seiner Mutter mehrfach von Florida an die Westküste und wieder zurück. Er trank regelmäßig und baute körperlich sichtlich ab.
1966 heiratete er ein drittes Mal, und zwar die Schwester eines Jugendfreundes, Stella Sampas. Mit ihr und seiner Mutter zog er erst in seine Heimatstadt Lowell und dann nach Saint Petersburg in Florida, wo er, von Alkohol und anderen Drogen gezeichnet, am 21. Oktober 1969 starb. An Kerouacs Beerdigung nahm unter anderem Bob Dylan teil, das Grab liegt auf dem Edson Cemetery in Lowell. Das Grabmal von Kerouac ist in dem Musikvideo zu Bob Dylans Lied Series of Dreams aus dem Jahr 1989 zu sehen.

## Sein Werk
Kerouac beendete 1943 einen ersten ernsthaften Roman, The Sea is my Brother (2010 veröffentlicht). Er schrieb 1946 bis 1948 an The Town and the City (1950), seinem ersten veröffentlichten Buch. Danach begann er Doctor Sax, gab es aber zunächst für die Arbeit an On the Road auf, mit der er im Herbst 1948 begann. Im März 1949 entstand eine zweite Fassung, später eine weitere und die erste von Pic. Das berühmte Rollen-Manuskript seines bekanntesten Romans schrieb er im April 1951 innerhalb von drei Wochen, kurz danach die Buchfassung, die aber erst 1957 erscheinen würde. Die mit On the Road 1951–52 entstandenen Visions of Cody wurden erst 1973 publiziert. Kerouac beendete 1952 das mehrfach unterbrochene Doctor Sax (1959), als er bei Burroughs in Mexiko-Stadt wohnte. Er begann October in the Railroad Earth in Kalifornien bei den Cassadys. Seine Teenager-Romanze Springtime Mary entstand Anfang 1953 in New York; erschienen als Maggie Cassidy (1959). Kerouac schrieb The Subterraneans (1958) im Oktober 1953, angeblich in nur drei Nächten. 1953–54 entstand ebenfalls in New York Some of the Dharma. 1954 entstand bei den Cassadys das Gedicht San Francisco Blues. Im Sommer 1955 der Gedichtband Mexico City Blues (1959) in Mexiko. Dort begann er auch Tristessa (1960), das er 1965 beendete. Sein Buddha-Buch Wake Up (2008) entstand ebenfalls 1955. Visions of Gerard (1963) schrieb er 1956 bei seiner Schwester in North Carolina, The Scripture of Golden Eternity und Old Angel Midnight entstanden 1956, als er sich gemeinsam mit Gary Snyder in Marin County befand. Er verbrachte den Sommer in Washington State in der Wildnis. Im September war er in Kalifornien und Mexiko und beendete Tristessa. Er verfasste Buch Eins von Desolation Angels. Buch Zwei, Passing Through, entstand im Juli 1961 in Mexiko. Desolation Angels wurde 1965 veröffentlicht. Kerouac hielt sich im September 1957 in Tanger auf und tippte Burroughs Manuskripte für Naked Lunch ab. Im November 1957 entstand The Dharma Bums (1958) in Orlando, Florida. Kerouac kaufte sich 1958 ein Haus in Long Island und begann Lonesome Traveller (1960), Big Sur (1962 veröffentlicht) bezieht sich auf einen ruinösen Aufenthalt in Ferlinghetti cabin bei Big Sur im Juli 1960. Das Buch entstand im Oktober 1961 in Orlando. Satori in Paris (1966) wurde im Juli 1965 in Paris geschrieben und zuerst in der Evergreen Review veröffentlicht. Pic (1971) entstand im Wesentlichen schon 1950 und wurde 1965 in Florida beendet. An Vanity of Duluoz: An Adventurous Education (1968) schrieb er zwischen März bis Mai 1967 in Lowell, Massachusetts.

## Kerouacs Erben
Literaturgeschichtlich war Jack Kerouac Wegbereiter einer neuen Generation von Autoren und Journalisten. Ihr New Journalism greift die Sprunghaftigkeit, Subjektivität und spontane Emotionalität Kerouacs auf, treibt sie weiter oder leitet sie in geregelte Bahnen. Beispiele dafür sind Hunter S. Thompson mit seinen Gonzo-Reportagen in den USA, Jörg Fauser in Deutschland und Marie Luise Kaltenegger in Österreich. In dieser Art war Kerouac ein Erneuerer des literarischen Ausdrucks, der – ähnlich wie John Dos Passos – mehr als einmal dem literarischen Stil frisches Blut gab.
Wie sehr sein Werk andere anregte und belebte, lässt sich erkennen an der Vielzahl von Künstlern unterschiedlicher Stilrichtungen und Kunstformen, die sich ausdrücklich auf Kerouacs Romane bzw. seinen Ruf beziehen:
- Die Artrock-Gruppe King Crimson zollte Kerouac und seinen Werken Tribut auf ihrem Album Beat, das Lieder wie Neal and Jack and me oder Satori in Tangier enthält. (Darüber hinaus verweist besagtes Album mit dem Lied The Howler auf Allen Ginsberg.)
- Das japanisch-französische Nu-Jazz-Ensemble United Future Organization vertonte auf seinem 1993er CD-Debütalbum das Kerouac-Poem Poetry and all that Jazz.
- Die britische Jazzfunk-Band Incognito verwendete auf ihrem Album Life, stranger than fiction einen Auszug einer Tonbandaufnahme, in der Kerouac selbst aus On the road liest.
- Der Schriftsteller Thomas Pynchon bezeichnet Kerouacs Buch On the Road in dem Vorwort zu seinem Buch Spätzünder als einen der großen amerikanischen Romane.
- Der Schauspieler Johnny Depp bezeichnet On the Road als seinen Koran, der sein Leben verändert habe.
- Die Münchner Rockband Sportfreunde Stiller widmete ihm das Lied Unterwegs.
- Clutching at Straws (1987), das vierte Studio-Album der britischen Rock- und Prog-Rock-Formation Marillion, ist fast durchgängig von Kerouacs Leben und Werk inspiriert. So zitiert beispielsweise der Torch Song fast wörtlich aus den ersten Seiten des Klassikers On The Road.
- T. C. Boyle schrieb eine Kurzgeschichte, in der zwei jugendliche Ausreißer Kerouac Weihnachten im Haus seiner Mutter besuchen und mit ihm eine „echte“ Beatnacht zelebrieren.
- Die Kölner Rockband BAP veröffentlichte 2008 auf dem Album Radio Pandora das Lied Wat für e Booch! als Hommage an seinen Roman On the Road. Außerdem wird Kerouac namentlich in ihrem Song „Schluss, aus, ok.“ in der dritten Strophe erwähnt. Der Aussage des Songs zufolge hat sich seit seinem Tod nichts Wesentliches geändert.
- Für den amerikanischen Singer/Songwriter Bob Dylan gehört On the Road zu den wichtigsten literarischen Einflüssen (siehe die Dokumentation No Direction Home von Martin Scorsese). Die Philosophie des Song and Dance Man Dylan ist stark geprägt durch den Gedanken des Life on the Road (How does it feel, To be on your own, With no direction home, Like a complete unknown – aus Like a Rolling Stone, 1965).
- Die franco-amerikanische Band Moriarty führt ihren Namen auf Dean Moriarty aus On The Road zurück.
- Die australische Band The Go-Betweens schrieb 1987 mit The House That Jack Kerouac Built einen kleinen Hit der Independent-Szene.
- Ebenfalls 1987 veröffentlichte die amerikanische Rockband 10,000 Maniacs auf ihrem Album In My Tribe den Song Hey Jack Kerouac.
- Der 1971 von Charles Plymell erschienene Roman The Last of the Moccasins, wo er das kurze, wilde Leben seiner Schwester erzählt, hat als Grundlage Kerouacs Roman On the Road.
- Die Punkband Jawbreaker widmete Kerouac eine Zeile in ihrem Lied Boxcar, in der es heißt: "Like killing cops and reading Kerouac".
- Die kalifornischen „Punk-Rock-Veteranen“ Bad Religion erwähnen Kerouac in ihrem Song Stranger Than Fiction, erschienen auf dem gleichnamigen Album von 1994, mit den Zeilen: „Caringosity killed the Kerouac cat, sometimes truth is stranger than fiction“.

1974 gründeten Allen Ginsberg und Anne Waldman die Jack Kerouac School of Disembodied Poetics, an der schöpferisches Schreiben gelehrt und geübt wird, als Teil der Naropa University, einer privaten buddhistischen Lehrstätte in Boulder.

## Film
- Kerouac ist gemeinsam mit Allen Ginsberg, Peter Orlovsky, Gregory Corso und anderen Darstellern in Andy Warhols Underground-Film Couch von Juli 1964 zu sehen.
- In dem 2013 gedrehten US-Spielfilm Kill Your Darlings über das Leben Allen Ginsbergs und die Anfänge der Beat Generation verkörpert Jack Huston den Schriftsteller Jack Kerouac an der Seite von Daniel Radcliffe.

## Werke

### Theater
Kerouac hat ein einziges Theaterstück geschrieben: Beat Generation, dessen Niederschrift 2005 auf einem Speicher in New Jersey wiederentdeckt wurde. Im Dezember 2007 fand die deutsche Erstaufführung nach einer Übersetzung von Andreas Marber im Schauspiel Köln statt. Der dritte Akt von Beat Generation wurde 1959 von Robert Frank und Alfred Leslie in dem mehrfach preisgekrönten Kurzfilm Pull My Daisy verfilmt.

### Bücher
- The Town and the City. 1950.
  - deutsche Übersetzung von Hans Hermann (gekürzt): The town and the city. Rowohlt, Reinbek bei Hamburg 1984, ISBN 3-499-14971-0.
- On The Road. 1957.
  - deutsche Übersetzung: Unterwegs. Rowohlt, Reinbek bei Hamburg 1959. (Neuübersetzung: Rowohlt, Reinbek bei Hamburg 1998, ISBN 3-499-22225-6)
  - Neuauflage übersetzt von Ulrich Blumenbach: On the Road. Die Urfassung. 2010, ISBN 978-3-498-03550-1.[9]
- The Subterraneans. 1958.
  - deutsche Übersetzung von Hans Hermann: Bebop, Bars und weißes Pulver Rowohlt, Reinbek bei Hamburg 1979, ISBN 3-499-14415-8.
- The Dharma Bums. 1958.
  - dt. Ausgabe: Gammler, Zen und hohe Berge. Rowohlt, Reinbek bei Hamburg 1963. (ebendort 1971, ISBN 3-499-11417-8)
  - Neuausgabe: Die Dharmajäger : Roman. Übersetzt von Thomas Überhoff. Nachwort von Matthias Nawrat. Rowohlt, Hamburg 2022. ISBN 978-3-498-03587-7
- Doctor Sax. 1959.
  - dt. Ausgabe: Doctor Sax. Beat-Roman. Heyne, München 1987, ISBN 3-453-35088-X.
- Mexico City Blues: 242 Choruses. 1959.
- Maggie Cassidy. 1959.
  - dt. Ausgabe: Maggie Cassidy. Rowohlt, Reinbek bei Hamburg 1980, ISBN 3-499-14561-8.
- Tristessa. 1960.
  - dt. Ausgabe Tristessa. Rowohlt, Reinbek bei Hamburg 1965, ISBN 3-499-10725-2.
- Lonesome Traveller. 1960.
  - deutsche Übersetzung von Hans Hermann: Lonesome Traveller Rowohlt, Reinbek bei Hamburg 1981, ISBN 3-499-14809-9.
- The Scripture of the Golden Eternity. 1960.
  - dt. Ausgabe: Die Schrift der goldenen Ewigkeit. Sadhana, Berlin 1980, ISBN 3-922610-02-1.
- Book of Dreams. San Francisco 1961. (Erste ungekürzte Ausgabe: 2001)
  - deutsche Übersetzung: Traum-Tagebuch. Maro, Augsburg 1978, ISBN 3-87512-037-X. (Fischer-Taschenbuch-Verlag, Frankfurt 1981, ISBN 3-596-25136-2)
- Pull My Daisy: Text by Jack Kerouac for the Film by Robert Frank and Alfred Leslie. 1961. Pull my Daisy, Narration by Jack Kerouac for the Film by Robert Frank and Alfred Leslie. introduction by Jerry Tallmer. Steidl, Göttingen 2016, DNB 1114995649.
- Big Sur. 1962.
  - deutsche Übersetzung: Big Sur. Heyne, München 1984, ISBN 3-453-35042-1.
- Visions of Gerard. 1963.
- Desolation Angels. 1965.
  - deutsche Übersetzung von Otto Wilck: Book II: Passing Through: Engel, Kif und neue Länder. Roman. Melzer, Darmstadt 1967. (Rowohlt, Reinbek bei Hamburg 1971, ISBN 3-499-11391-0)
  - vollständige Neuübersetzung von Jan Schönherr: Engel der Trübsal. Rowohlt, Hamburg 2022, ISBN 978-3-498-03586-0.
- Satori in Paris. 1966.
  - deutsche Übersetzung von Hans Hermann: Satori in Paris. Melzer, Darmstadt 1968. (dtv, München 1971, ISBN 3-423-00750-8)
- Vanity of Duluoz: An Adventurous Education, 1935–46. 1968.
  - deutsche Übersetzung von Hans Hermann: Die Verblendung des Duluoz. Eine abenteuerliche Erziehung, 1935–1946. übersetzt von Hans Hermann. Melzer, Darmstadt 1969. (Rowohlt, Reinbek bei Hamburg 1975, ISBN 3-499-11839-4)
- Pic: A Novel. 1971.
- Scattered Poems. 1971.
  - deutsche Übersetzung von Horst Spandler: Verstreute Gedichte. Stadtlichter Presse, Berlin 2004, ISBN 3-936271-20-8.
- Visions of Cody. 1973.
- Trip Trap – Haiku. 1973. Mit Albert Saijo und Lew Welch
  - deutsche Übersetzung von Stefan Hyner: Trip Trap. Haiku unterwegs. Stadtlichter Presse, Berlin 2007, ISBN 978-3-936271-37-9.
- Heaven and Other Poems. 1977.
- Poems All Sizes. 1992.
- Old Angel Midnight. 1993.
- Good Blond & Others. 1993.
- Selected Letters, Vol. 1, 1940–1956. 1995.
- San Francisco Blues. 1995.
- Book of Blues. 1995
- Some of the Dharma. 1997
- Atop an Underwood. 1999
- Selected Letters, Vol. 2, 1957–1969. 2000
- Orpheus Emerged. 2002
- Book of Haikus. 2003
- The Beat Generation. 2005 (Stück)
- Book of Sketches. 2006
- On the Road: The Original Scroll. Viking Penguin, New York 2007
  - deutsche Übersetzung von Ulrich Blumenbach: On the Road: Die Urfassung. Rowohlt, Reinbek bei Hamburg 2010, ISBN 978-3-498-03550-1.
- Wake Up: A Life of the Buddha. 2008.
  - deutsche Übersetzung von Ursula Gräfe: Lebendiger Buddha. Insel, Berlin 2011, ISBN 978-3-458-35706-3.
- And the Hippos Were Boiled in Their Tanks. 2008. (zusammen mit William Burroughs)
  - deutsche Übersetzung von Michael Kellner: Und die Nilpferde kochten in ihren Becken. Nagel & Kimche, Zürich 2010, ISBN 978-3-312-00451-5.
- The Sea Is My Brother. Roman. 2010.
  - deutsche Übersetzung von Michael Mundhenk: Mein Bruder, die See. Erzählung. Edel Germany, Hamburg 2011, ISBN 978-3-8419-0064-7.

Briefwechsel
- Allen Ginsberg, Jack Kerouac: Ruhm tötet alles. Die Briefe. Rogner & Bernhard, Berlin 2012, ISBN 978-3-95403-001-9.

## Sekundärliteratur
- Eike Gebhardt: Jack Kerouac. In: Martin Christadler (Hrsg.): Amerikanische Literatur der Gegenwart in Einzeldarstellungen (= Kröners Taschenausgabe. Band 412). Kröner, Stuttgart 1973, ISBN 3-520-41201-2, S. 248–267.
- Jorge García-Robles: At the End of the Road: Jack Kerouac in Mexico. University of Minnesota Press, 2014, ISBN 978-0-8166-8065-8.
- Nicola Bardola: Jack Kerouac - Beatnik / Genie / Rebell - Die Biografie. Goldmann, München 2022, ISBN 978-3-442-31657-1.

### Hochschulschriften
- York Alexander Fanger: Jack Kerouacs „America“, Mythos und Vision, eine Untersuchung seiner Romane „The Town and the City“, „On the Road“, und „Visions of Cody“ unter besonderer Berücksichtigung der Spiegelung amerikanischer Mythen. Dissertation. Hamburg 1981, DNB 820641391.
- Karin Köhne: La vie est d'hommage: Autobiographie und Fiktion, Tradition und Avantgarde im Erzählwerk Jack Kerouacs (= Epistemata, Reihe: Literaturwissenschaft. Band 339). Dissertation. Königshausen & Neumann, Würzburg 2001, ISBN 3-8260-2098-7.
- Frederik Hetmann: Bis ans Ende aller Straßen. Die Lebensgeschichte des Jack Kerouac. Beltz & Gelberg, Weinheim 1989, ISBN 3-407-80689-2.